# Rimavské Zalužany
Rimavské Zalužany é um município da Eslováquia, situado no distrito de Rimavská Sobota, na região de Banská Bystrica. Tem 4,65 km² de área e sua população em 2018 foi estimada em 357 habitantes.

## Demografia
| Ano:        | 1994 | 2004    | 2014   | 2024   |
| ----------- | ---- | ------- | ------ | ------ |
| Broj ljudi: | 377  | 324     | 340    | 339    |
| Razlika:    |      | -14,05% | +4,93% | -0,29% |

| Ano:               | 2023 | 2024   |
| ------------------ | ---- | ------ |
| Número de pessoas: | 338  | 339    |
| Diferença:         |      | +0,29% |